# Angolacythereis
Angolacythereis is een geslacht van kreeftachtigen uit de klasse van de Ostracoda (mosselkreeftjes).

## Soort
- Angolacythereis clathrata Hartmann, 1974